# Pierre II de Giac
 (octobre 2015).
Pierre II de Giac (vers 1380 Château de Châteaugay - février 1427 Dun-le-Roi), chevalier, seigneur de Giac, Châteaugay et Clichy-la-Garenne, est premier chambellan du roi Charles VII.

## Biographie
Petit-fils du chancelier de France Pierre Ier de Giac et de Marguerite de Bornet (fille et seule héritière de Jean de Bornet, bourgeois de Montferrand), il est le fils de Louis, seigneur de Giac et de Châteaugay, et de Jeanne du Peschin, dont le contrat de mariage date du 30 avril 1376, lorsque Jeanne n'avait pas encore onze ans (puisque le contrat de mariage de ses parents date de 1365). Jeanne était fille d'Imbault Brun, dit du Peschin à cause de sa seigneurie en Bourbonnais dénommée Le Peschin (Le Péchin, commune de Bellenaves, Allier), et de Blanche Le Bouteiller (fille de Guy Le Bouteiller de Senlis et de Marie de Cherchemont). 
Puisque Pierre Ier de Giac était chancelier de France et donc un personnage historique assez connu aujourd'hui, il y a lieu de noter qu'il n'était point l'époux de Marguerite de Campendu et que le procès intenté par lui concernant, entre autres choses, la dot et le douaire de cette Marguerite, provenait du don à lui, fait par le roi Charles VI en 1383, de tous les biens confisqués à Pierre de Bré, mari de Jacqueline de Bruyères, fille de ladite feue Marguerite, car de Giac reçut ainsi le droit que de Bré et Jacqueline avaient reçu en don du père de celle-ci en 1373 de poursuivre ce que Jeanne de Narbonne, vicomtesse de Lautrec et sœur du premier mari de Marguerite, devait encore à cause de la dot et le douaire de celle-ci, morte entre 1354 et 1359.
Guillaume de Giac, grand-oncle de Pierre II, était abbé de L'Abbaye Saint-Bénigne de Dijon en 1371 et 1372.
Pierre II de Giac fut l'un des familiers d'Isabeau de Bavière dont la rumeur prétendit qu'il aurait été l'amant.
Il épousa en premières noces Jeanne de Naillac, dame de Naillac, du Blanc et de Châteaubrun.
Il épousa en secondes noces Catherine de L'Isle Bouchard, dame de L'Isle Bouchard, Doué, Gençay, Selles et Rochefort-sur-Loire.
En 1419, Pierre II de Giac est présent au pont de Montereau lors de l'assassinat du duc de Bourgogne Jean sans Peur qu'il avait convaincu de participer à cette rencontre avec le Dauphin. Il faisait alors partie de la Maison du duc de Bourgogne. Il se rallie au roi Charles VII qui le nomme maître des finances en 1424, puis en 1425, chef du conseil. 
Giac remplace Pierre Frotier, baron de Preuilly, le précédent conseiller du roi. Mais, en exerçant ses rapines sur le Trésor de la Couronne et en encourageant une guerre coûteuse et désastreuse au Conseil du Roi, il porta ombrage à la politique menée par Yolande d'Aragon (belle-mère, considérée comme la "mère adoptive" ! du roi) et par le connétable Arthur de Richemont.
Pierre de Giac fut arrêté à Issoudun le 8 février 1427. Emmené à Bourges et à Dun-le-Roi, il est condamné après un jugement sommaire et exécuté par Richemont, noyé en présence de Georges de La Trémoille, qui épousera sa veuve.

## Généalogie
Fils de Louis de Giac et Jeanne du Peschin
- De son union avec Jeanne de Naillac
  - Louis II de Giac (1415 - 1480) qui épouse, en 1447, Alix de La Roche
  - Louise de Giac (vers 1420 - vers 1442) qui épouse, vers 1438, Jacques de La Queuille, chevalier, seigneur de Lon, Châteauneuf-du-Drac, Saint-Vert et La Queuille, Chambellan du duc de Bourbon